# کوه آرمبرگ
کوه آرمبرگ (به آلمانی: Aremberg) یک کوه در آلمان است که در اهرویلر واقع شده‌است.